# Papudo
Papudo is een gemeente in de Chileense provincie Petorca in de regio Valparaíso. Papudo telde 6.356 inwoners in 2017 en heeft een oppervlakte van 166 km².
- Virtual International Authority File: 242332767